# Adolf von Auersperg
Adolf Wilhelm Carl Daniel von Auersperg (Vlašim, 21 luglio 1821 – Neidling, 5 gennaio 1885) è stato un politico boemo durante l'Impero austro-ungarico.

## Biografia
Adolf apparteneva alla principesca famiglia boema degli Auersperg, ed era figlio del tenente colonnello di cavalleria Wilhelm von Auersperg e della contessa Maria Amalie von Benningsen, nipote del celebre generale conte Levin August von Benningsen; il fratello maggiore di Adolf era il principe Karl von Auersperg, Primo Ministro della Cisleitania dopo la costituzione dell'Impero austro-ungarico dal 1867 al 1868.
Studiò giurisprudenza prima di entrare nell'esercito imperiale. Come ufficiale di cavalleria partecipò alla soppressione delle rivolte popolari del 1848 nell'Impero austriaco e in Ungheria. Nel 1859 si trovò coinvolto nella seconda guerra d'indipendenza italiana per abbandonare con il grado di maggiore l'anno dopo la carriera militare.
Nello stesso anno fu eletto con il sostegno dei latifondisti della Boemia nel parlamento boemo. Nel 1867 seguì la sua elezione a presidente del parlamento boemo (Oberstlandmarschall). Nel 1869 diventò membro a vita della camera dei signori d'Austria. Nel 1870 fu nominato dall'imperatore Franceso Giuseppe presidente governativo di Salisburgo. Dopo la caduta di Karl Sigmund von Hohenwart e il breve intermezzo di Ludwig von Holzgethan divenne Primo Ministro della Cisleitania nel 1871.
Come Primo Ministro intraprese varie riforme tra cui l'introduzione della elezione diretta del Reichsrat, il parlamento della Cisleitania, nel 1873. Altre riforme di stampo liberale furono approvate in campo giuridico e culturale nonché nel campo dell'istruzione. Contrario all'occupazione della Bosnia ed Erzegovina nel 1878, sostenuta invece dal Ministero degli Esteri austro-ungarico Gyula Andrássy e dalla maggioranza austro-tedesca del Reichrat, si dimise nel 1879.
Tra il 1879 e il 1885 fu presidente della corte dei conti, istituito durante il suo governo. Tra il 1870 e il 1879 era stato anche ambasciatore dell'Impero austro-ungarico presso la Santa Sede; nel 1851 aveva sposato Christa Kinsky von Wchinitz und Tettau (1832-1906), figlia primogenita del diplomatico principe Rudolf Kinsky e della contessa Wilhelmine Elisabeth von Colloredo-Mannsfeld; ebbero cinque figli.